# Josef Wintergerst
Josef Wintergerst né le 3 octobre 1783 à Wallerstein (électorat de Bavière) et mort le 25 janvier 1867 à Düsseldorf est un peintre allemand.

## Biographie

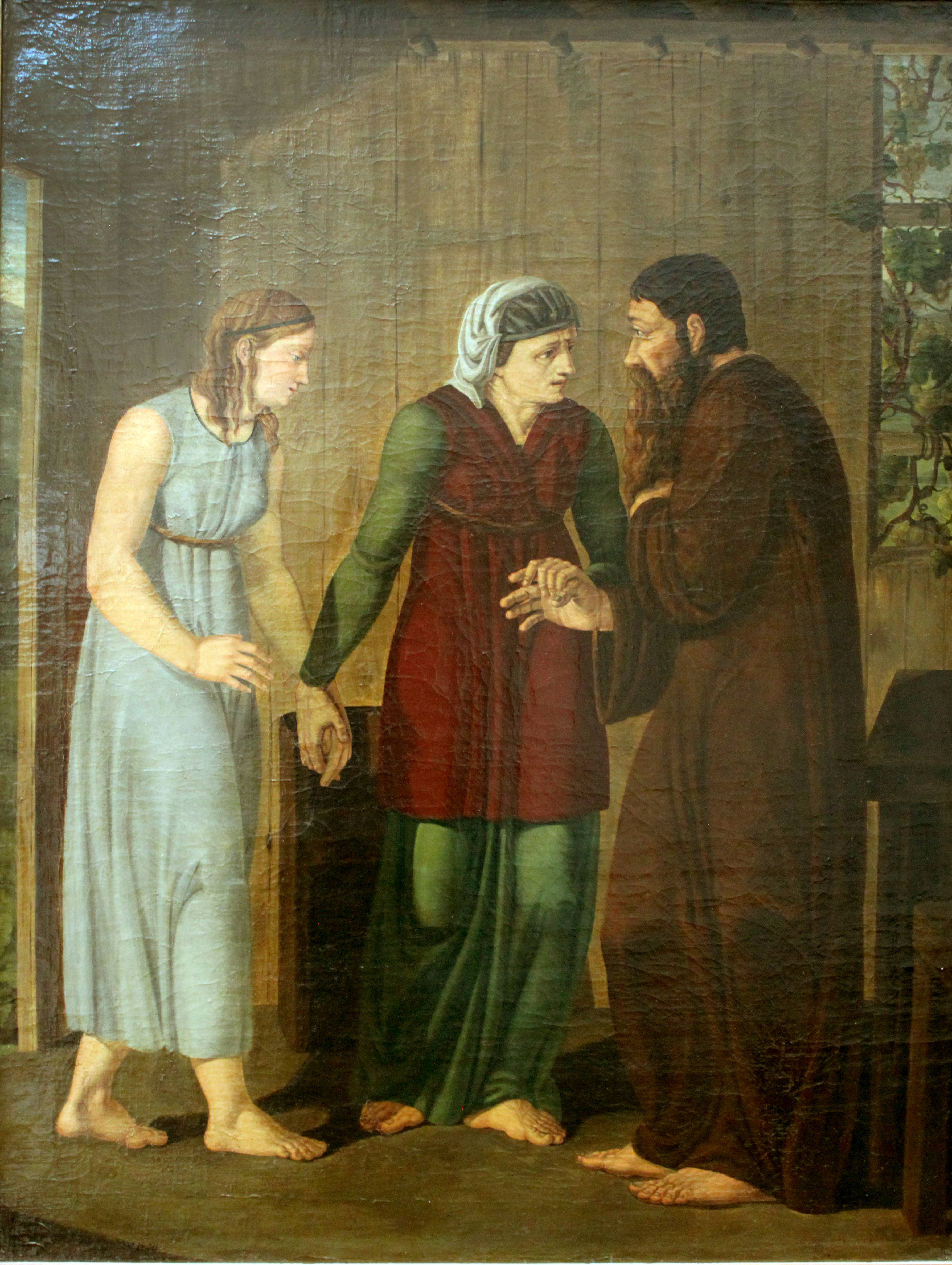
Sarah offre Agar à Abraham, 1809, Berlin, Alte Nationalgalerie.

Josef Wintergerst est le fils du peintre Anton Wintergerst (1737–1805) et de sa deuxième épouse Maria Barbara Bux (morte en 1833), fille de Johann Baptist Bux (mort en 1800), fabricant de faïences à Schrezheim. Il se forme à partir de 1804 à l'Académie des beaux-arts de Munich puis à l'Académie des beaux-arts de Vienne. En tant que cofondateur du Lukasbund, il appartient au cercle de Johann Friedrich Overbeck et Franz Pforr dès 1809 et se rend à Rome avec eux en 1811, où il devient membre de la communauté artistique de l'église Sant'Isidoro a Capo le Case.
Après la mort de son ami proche Pforr en juin 1812, il quitte Rome en février 1813 avec Christian Xeller et est d'abord professeur de dessin à l'école cantonale d'Aarau et à partir de 1815 professeur de dessin au gymnasium d'Ellwangen (Jagst). En 1822, son ami et directeur par intérim de l'académie, Peter von Cornelius, lui obtient un poste de professeur de dessin élémentaire à l'Académie des beaux-arts de Düsseldorf, où en 1824, en tant que successeur de Lambert Cornelius (de), il devient inspecteur et à partir de là donne des cours de dessin au lycée royal de Düsseldorf.
Une sœur, Maria Barbara Wintergerst (de), est aussi son élève et enseigne le dessin.